# Cânepiști
Cânepiști, colocvial Chendereș (în maghiară Kenderes), este o zonă protejată (arie de protecție specială avifaunistică - sit SPA) situată în România, în partea centrală a Transilvaniei, pe teritoriul județului Cluj.

## Localizare
Aria naturală se întinde în extremitatea sud-estică a județului Cluj, pe teritoriile administrative ale orașelor Câmpia Turzii și Turda și pe cele ale comunelor: Ceanu Mare, Ploscoș și Viișoara.

## Înființare
Situl Cânepiști (cu o suprafață de 6.200,4 ha.) a fost declarat arie de protecție specială avifaunistică prin Hotărârea  de Guvern nr. 971 din 5 octombrie 2011 (pentru modificarea și completarea Hotărârii Guvernului nr. 1.284/2007 privind declararea ariilor de protecție specială avifaunistică ca parte integrantă a rețelei ecologice europene Natura 2000 în România). Acesta include rezervația naturală Sărăturile și Ocna Veche.

## Biodiversitate
Încadrat în bioregiunea geografică continentală vestică a Depresiunii colinare a Transilvaniei, situl dispune de patru tipuri de habitate naturale: Culturi cerealiere extensive (inclusiv culturile de rotație cu dezmiriștire), Alte terenuri arabile și Alte terenuri (inclusiv zone urbane, rurale, căi de comunicație, rampe de depozitare, mine, zone industriale); ce asigură condiții prielnice de odihnă, hrănire, cuibărire și reproducere pentru diferite păsări aflate în perioada migrației și în special pentru vânturelul de seară (Falco vespertinus), o pasăre răpitoare periclitată.
La baza desemnării sitului se află mai multe specii avifaunistice protejate la nivel european prin Directiva 79/409/CEE din 2 aprilie 1979 (privind conservarea păsărilor sălbatice) sau aflate pe lista roșie a IUCN; astfel: acvilă de munte (Aquila chrysaetos), pescăruș albastru (Alcedo atthis), fâsă de câmp (Anthus campestris), barză albă (Ciconia ciconia), erete de stuf (Circus aeruginosus), erete vânăt (Circus cyaneus), cristel de câmp (Crex crex), ciocănitoare de grădină (Dendrocopos syriacus), vânturel de seară (Falco vespertinus), stârc pitic (Ixobrychus minutus), sfrâncioc roșiatic (Lanius collurio), sfrânciocul cu frunte neagră (Lanius minor), silvie porumbacă (Sylvia nisoria) și fluierar de mlaștină.